# Euriphene cyrna
Euriphene cyrna är en fjärilsart som beskrevs av Jean Baptiste Godart 1823. Euriphene cyrna ingår i släktet Euriphene och familjen praktfjärilar. Inga underarter finns listade i Catalogue of Life.